# Macronyx capensis
El bisbita de El Cabo (Macronyx capensis) es una especie de ave en la familia Motacillidae. Es propia del sur de África.

## Descripción
Mide unos 19 cm de largo. El macho adulto tiene la cabeza de color gris con una lista superciliar color ante y el dorso negruzco con pintas. Posee una gorguera de color anaranjado brillante, una banda negra en el pecho y zonas inferiores amarillas. La hembra es de tonos más apagados, su garganta es amarilla y la banda en el pecho es menos conspicua. Los ejemplares juveniles tienen la garganta amarillenta, una banda en el pecho, y zonas inferiores amarillentas-blancuzcas.
Se alimenta a nivel del suelo de insectos y semillas. Su canto es un cheewit cheewit, musical, la llamada de contacto es tsweet, y además emite una llamada de alarma que asemeja un maullido. Por lo general se lo observa en grupos de dos, una pareja en reproducción o a menudo un ejemplar solo. Estas aves tienen la tendencia de posarse sobre la punta de rocas, hormigueros o túmulos de pasto; para ello adoptan una postura erguida.

## Distribución y hábitat
Se lo encuentra en Zimbabue y el sur y este de Sudáfrica. Su hábitat natural son las praderas costeras y montanas, a menudo cerca de cursos de agua.